# Église Notre-Dame à Pévy
L'église Notre-Dame  de Pévy  est une église gothique construite du XIIe au XVIe siècle .

## Historique
L'église Notre-Dame est classé au titre des monuments historiques par la liste de 1920.

## Architecture

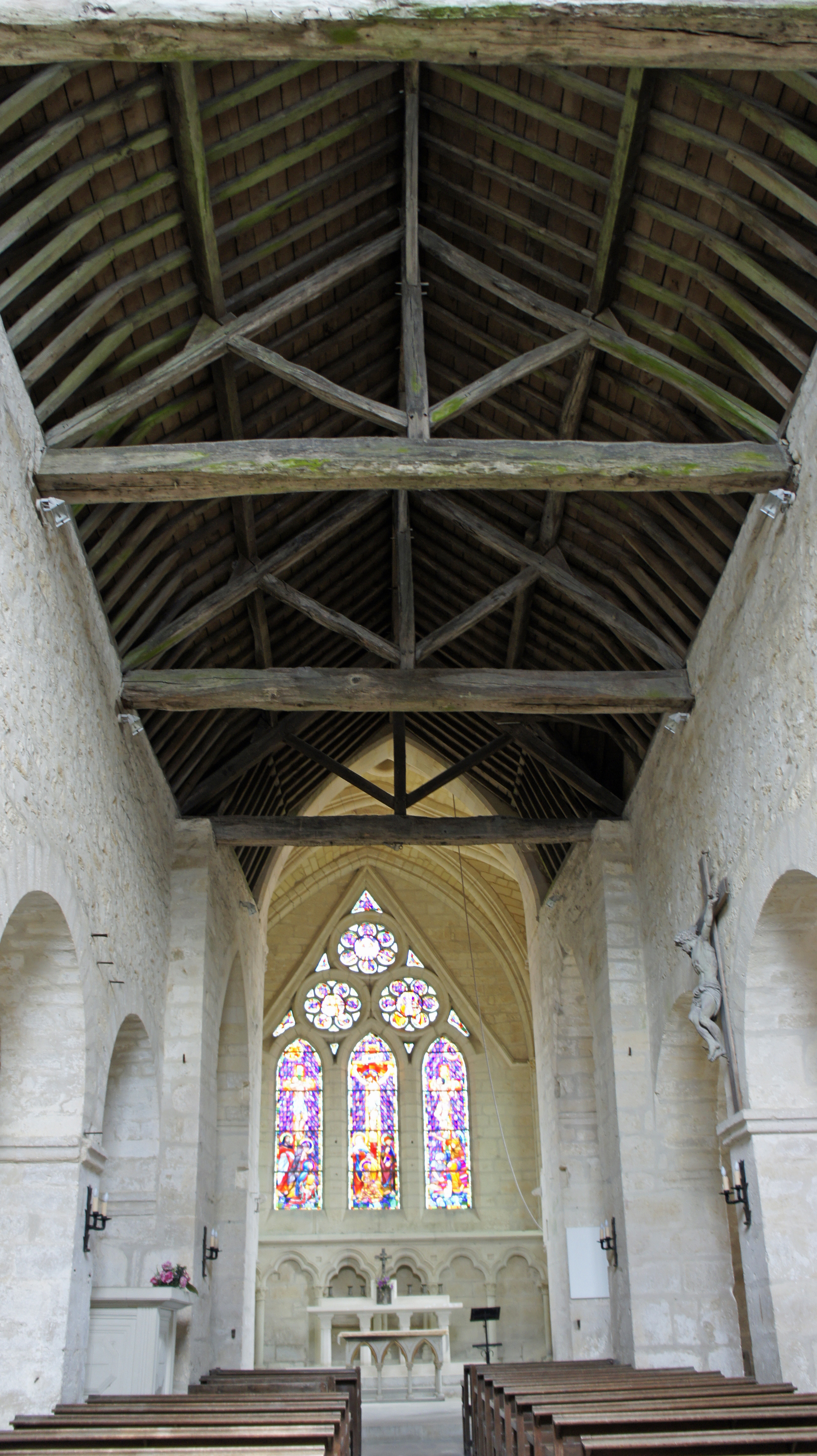
Nef romane.

### Mobilier
En l'église se trouvent de nombreux objets remarquables.
Fonts baptismaux de l'église de Pévy  : ils sont romans (XIIe siècle) et ont un pied  d'une pierre différente mais de style homogène. La cuve de forme ronde est de pierre noire, creusée et ceinte d'un bandeau plat ; deux têtes ressortent de la ligne, une partie de la cuve est abîmée. Les têtes sont de face, leur base est creusée en cavet rehaussé d'un rameau et le front ceint d'un bandeau plat sur toute la hauteur du tambour, elles pouvaient servir de poignée pour déplacer la cuve. Les têtes sont séparées par deux arbres formés de sept feuilles et de trois racines  posés sur une ligne reliant deux rameaux.
Un retable du XVIe siècle.

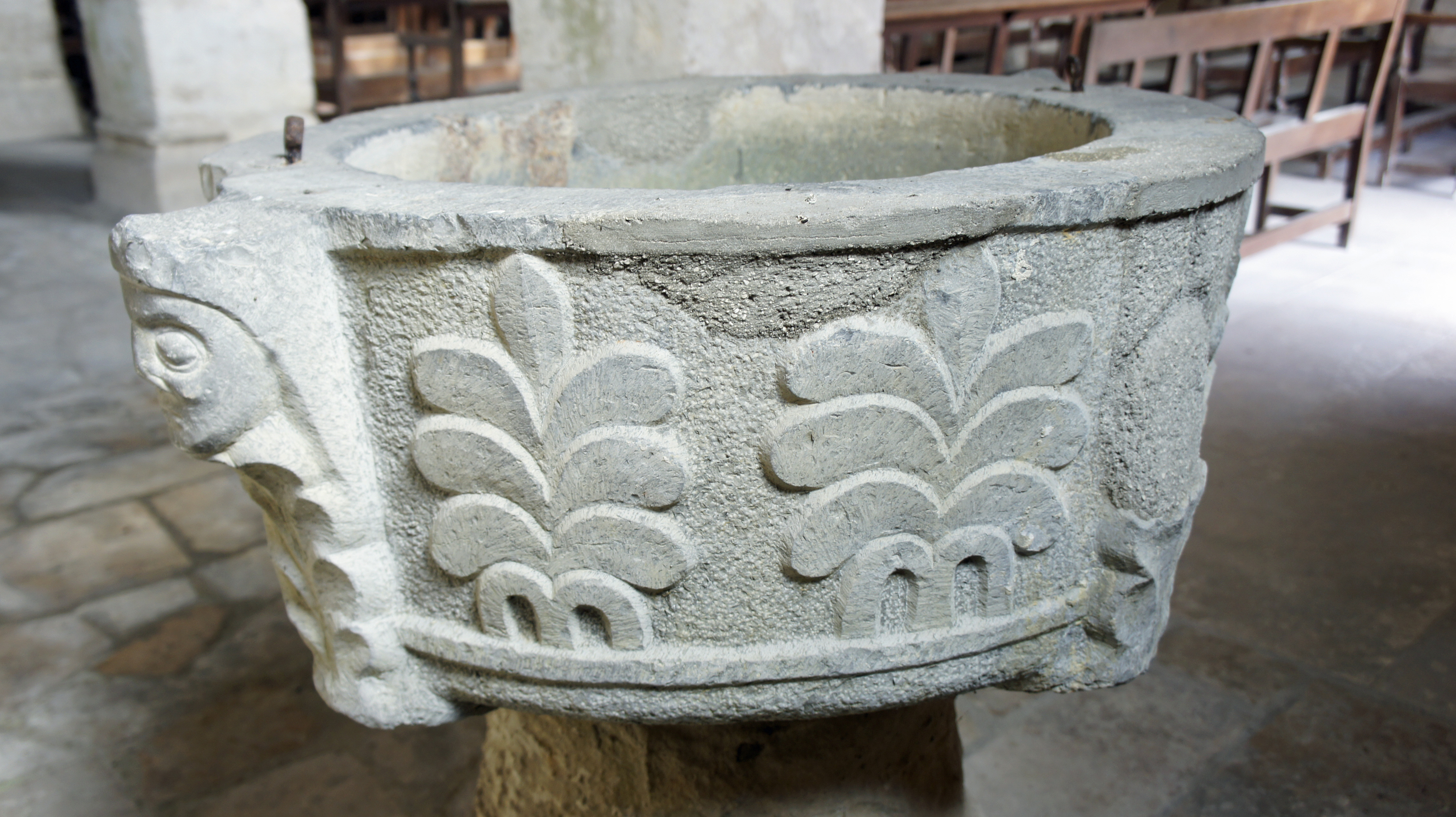
Cuve.
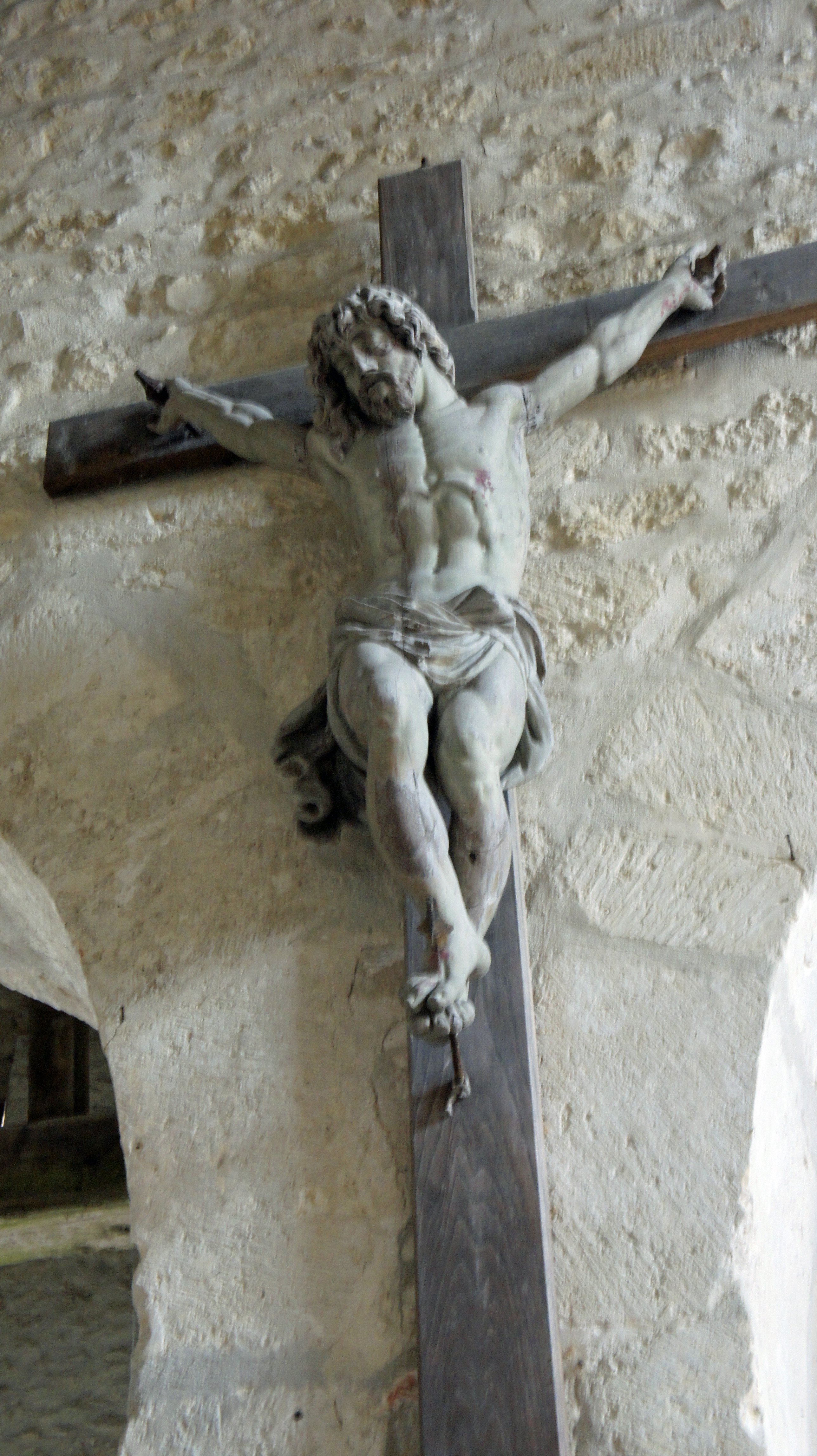
Christ en croix[4] XVIIe siècle.
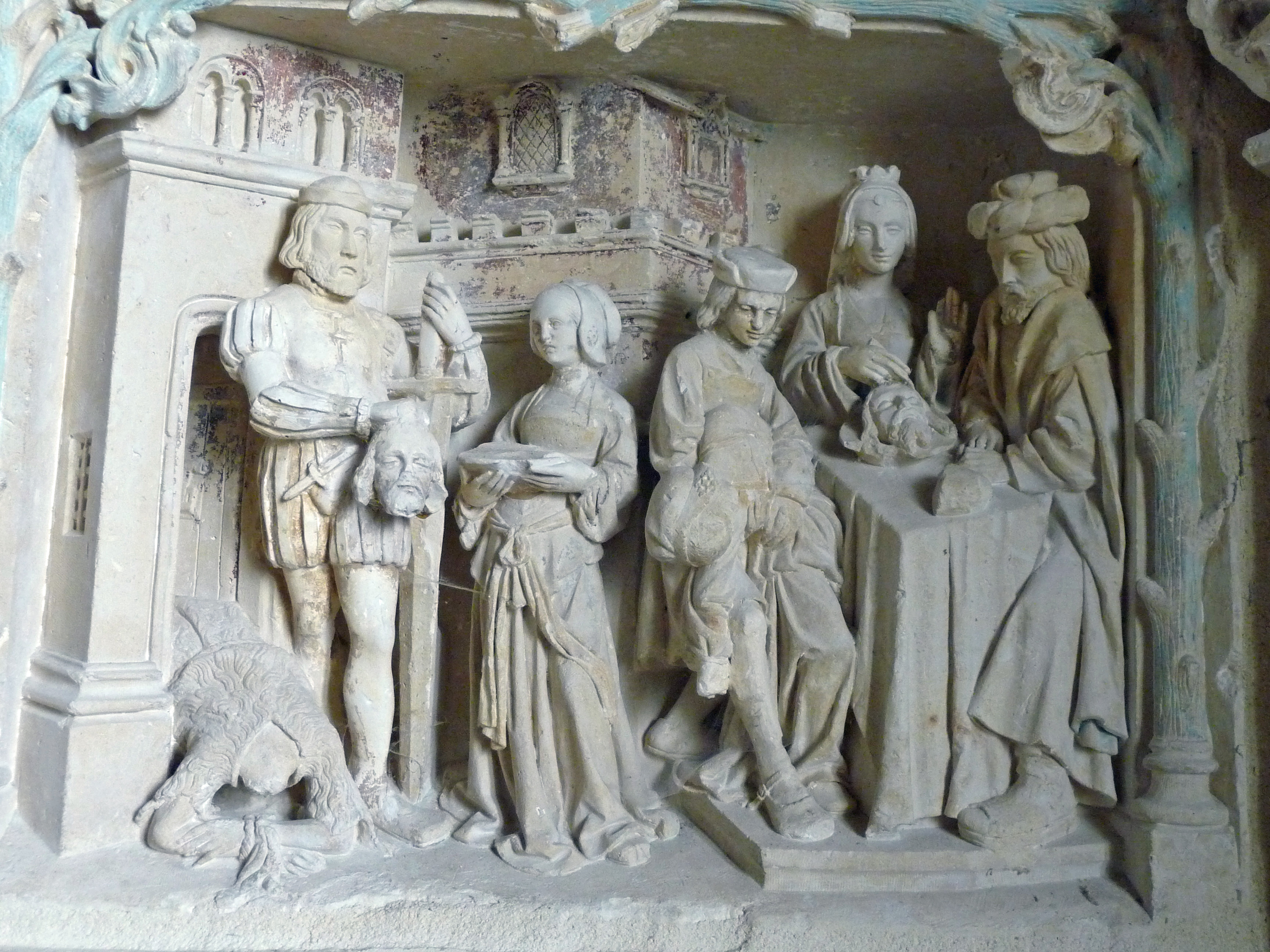
Détail du retable.
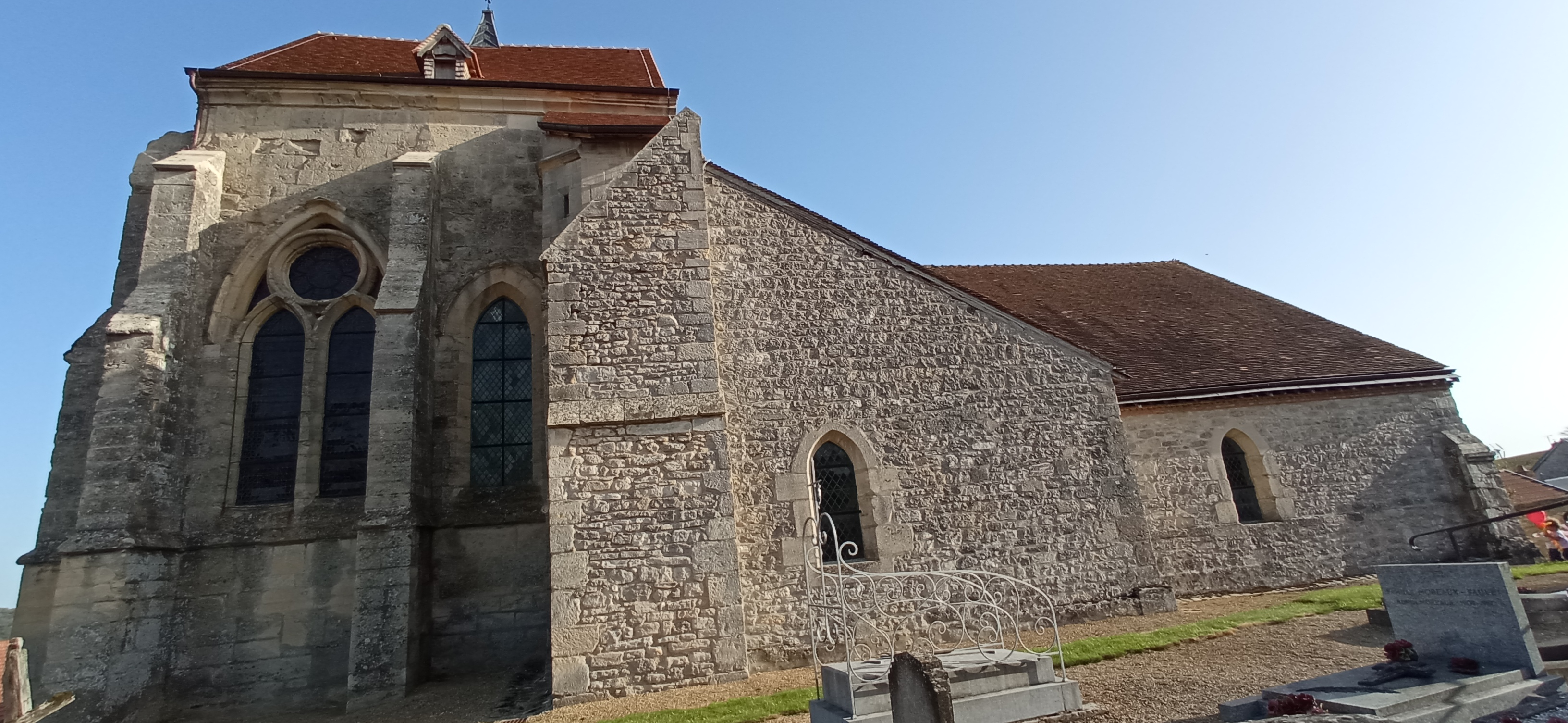
Côté de la chapelle gothique et cimetière.
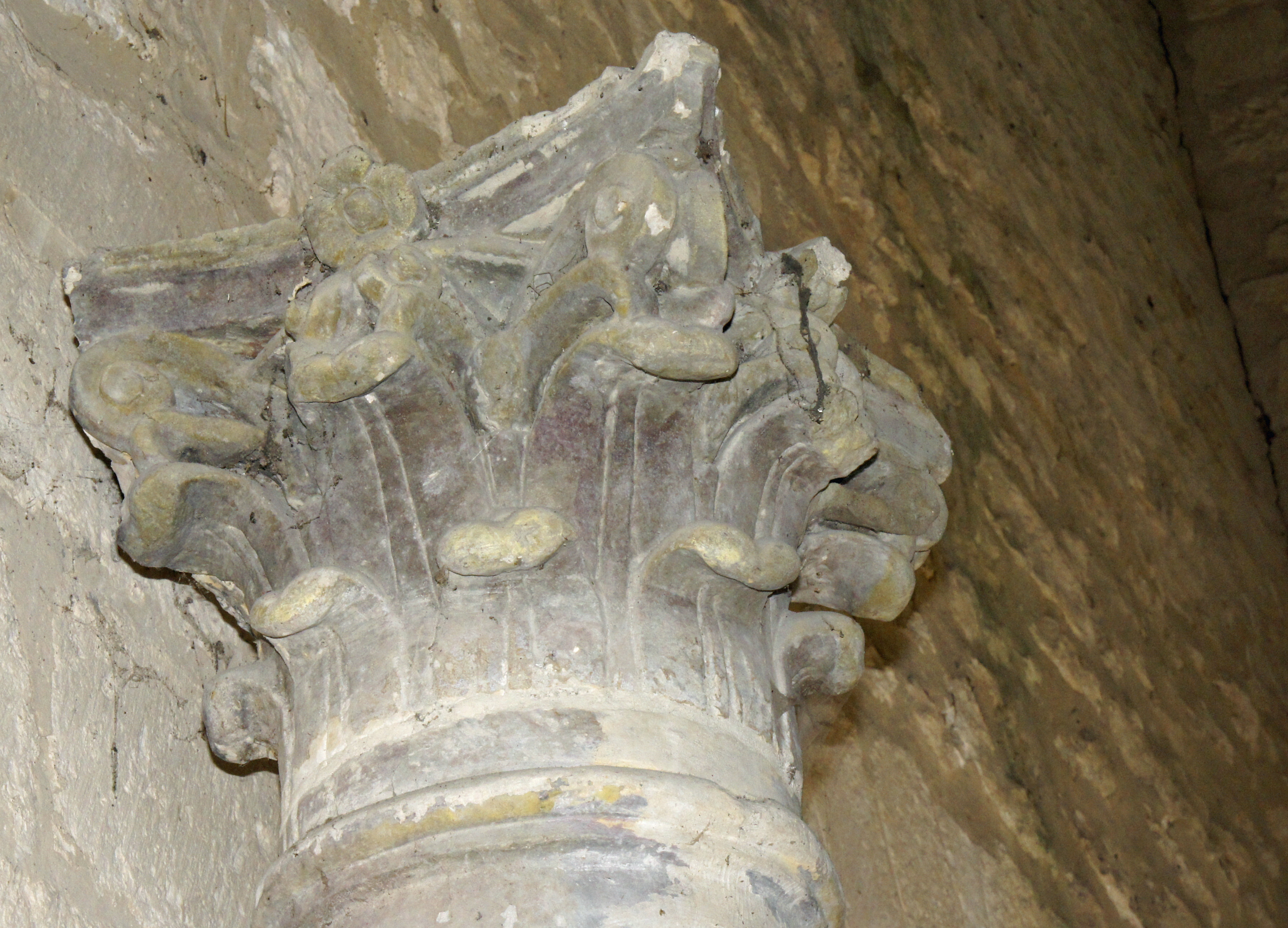
Chapiteau .